# 구이단토니오 다 몬테펠트로

가문 문장

구이단토니오 다 몬테펠트로(Guidantonio da Montefeltro, 1377년 – 1443년 2월)는 1403년부터 그의 사망까지 우르비노 백작이다.
1403년에 그의 아버지 안토니오 2세가 사망한 후, 구이단토니오는 마르케 지역의 가문 토지를 상속받았다. 이후 그는 교황의 종주권을 포기하고 1411년에 나폴리 왕국의 그란 코네스타빌레라고 불린 나폴리의 라디슬라오와 동맹을 맺는다. 교황 그레고리오 12세에게 파문을 당한 그는 아시시를 정복할 기회를 획득했다. 그는 또한 카스텔로, 칼리, 포를리, 포를림포폴리를 지배했다.
구이단토니오는 이후 교황 마르티노 5세, 그의 적인브라초 다 몬토네와 화해했다. 1427년 그는 우르바니아를 획득했다.
그는 1443년에 사망하였고, 그의 아들 오단토니오가 우르비노를 상속받았다.

## 가족과 자녀
그는 1397년에 린가르다 말라테스타와 혼인하였지만 그들 사이에 자식은 없었다. 구이단토니오는 카테리나 콜론나(Caterina Colonna)와 재혼하여 9자녀를 가졌다. 오단토니오를 제외한 그의 가장 유명한 아들은 우르비노의 공작이자 콘도티에로, 이탈리아 르네상스에 가장 유명한 예술 후원가 중 한명인 페데리코이다. 그의 딸 스베바 (1434–1478)는 페사로 군주인 알레산드로 스포르차와 혼인하였다.